# Caladium picturatum
Caladium picturatum är en kallaväxtart som beskrevs av Karl Heinrich Koch och Carl David Bouché. Caladium picturatum ingår i släktet Caladium och familjen kallaväxter. Inga underarter finns listade.

## Bildgalleri

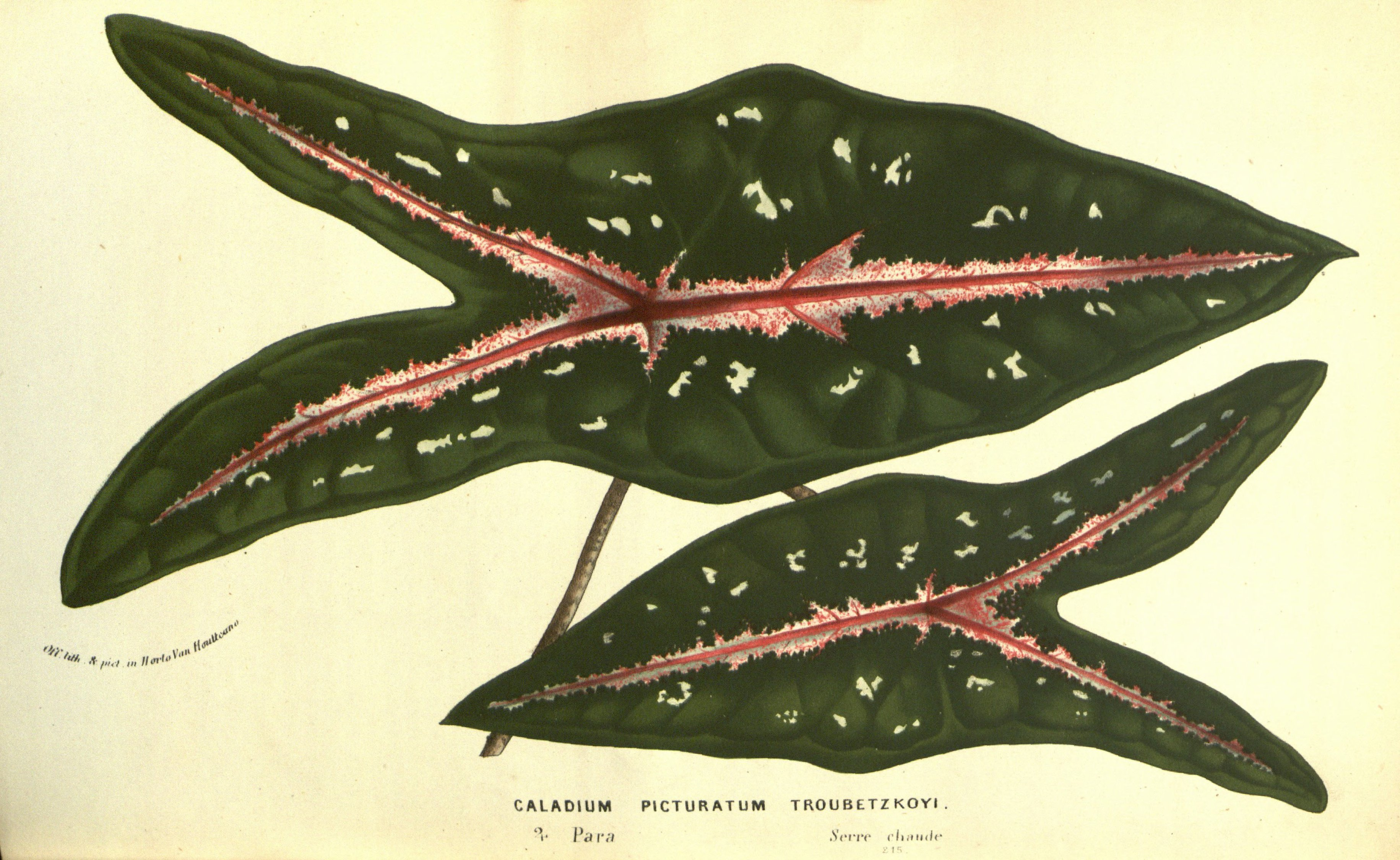